# Сарецо
Сарѐцо (на италиански: Sarezzo, на източноломбардски: Sarès, Сарес) е град и община в Северна Италия, провинция Бреша, регион Ломбардия. Разположен е на 273 m надморска височина. Населението на общината е 13 636 души (към 2013 г.).